# Isopexopsis parafacialis
Isopexopsis parafacialis là một loài ruồi trong họ Tachinidae.